# Liste de festivals de courts métrages en Europe
Liste des festivals de courts métrages, classés par pays, en Europe.
Pour les courts métrages dans le monde, consulter la liste de festivals de courts métrages.

## Allemagne
| Nom                                                        | Année de création | Ville      | Type et détails  | Période Festival | Site Web                                     |
| ---------------------------------------------------------- | ----------------- | ---------- | ---------------- | ---------------- | -------------------------------------------- |
| Festival international du court métrage d'Oberhausen       | 1954              | Oberhausen | Court            | Mai              | http://www.kurzfilmtage.de/                  |
| Berlinale - Internationale Filmfestspiele Berlin           | 1951              | Berlin     | Long & court     | Février          | https://www.berlinale.de                     |
| Festival international du court métrage à Landau - La.Meko | 2001              | Landau     | Court            | Mai              | http://www.filmfestival-landau.de/           |
| Lucas International Festival for Young Filmlovers          | 2016              | Frankfurt  | Court - Jeunesse | Septembre        | http://lucas-filmfestival.de/                |
| Interfilm                                                  | 1981              | Berlin     | Court            | Novembre         | https://www.interfilm.de/interfilm-festival/ |
| Munich International Festival of Film Schools              | 1981              | Munich     | Court            | Novembre         |                                              |

## Autriche
| Nom                                         | Année de création | Ville     | Type et détails                                             | Période Festival | Site Web                      |
| ------------------------------------------- | ----------------- | --------- | ----------------------------------------------------------- | ---------------- | ----------------------------- |
| Crossing Europe                             | 2004              | Linz      | Court - Documentaire - Long - Jeune                         | Avril            | http://www.festivalfocus.org/ |
| Vienna Independent Shorts                   | 2004              | Vienne    | Court                                                       | Mai / Juin       | https://www.viennashorts.com/ |
| Festival de courts métrages Los Gurkos (en) | 2005              | Innsbruck | Cinéastes locaux et internationaux Dernier festival en 2015 |                  | http://www.losgurkos.com/     |

## Belgique
| Nom                                                        | Année de création | Ville     | Type et détails | Période Festival | Site Web                                                                                      |
| ---------------------------------------------------------- | ----------------- | --------- | --- | ---------------- | --------------------------------------------------------------------------------------------- |
| Brussels Short Film Festival - BSFF                        | 1998              | Bruxelles | Court - international et national | Avril            | http://www.bsff.be                                                                            |
| Festival du court-métrage - Media 10-10                    | 1982              | Namur     | Dernier festival en 2013 |                  | http://www.media10-10.be                                                                      |
| Festival international du film francophone de Namur - FIFF | 1986              | Namur     | Long - Court - International - National | Octobre          | http://www.fiff.be/fr/Films/Courts-metrages                                                   |
| Festival du court métrage - Caméras Citoyennes             | 2003              | Seraing   | Courts pour jeunes | Avril            | http://www.seraing.be/agenda/13eme-edition-du-festival-de-courts-metrages-cameras-citoyennes/ |
| Festival Les Enfants terribles de Huy                      | 2013              | Huy       | Long - Court - Enfants | Octobre          | https://festivallesenfantsterribles.wordpress.com/                                            |
| FIDEC - Festival International des Écoles de Cinéma        | 2001              | Huy       | Courts-métrages de jeunes réalisateurs et étudiants en cinéma, belges et étrangers Dernier festival en 2012, remplacé par le Festival Les Enfants terribles | Octobre          | http://www.fidec.be                                                                           |
| Polycule                                                   | 2008              | Bruxelles | Festival de court métrage étudiant Dernier festival en 2015                                                                                                 |                  | http://www.polycule.be/                                                                       |

## Chypre
| Nom                                                    | Année de création | Ville   | Type et détails | Période Festival | Site Web                 |
| ------------------------------------------------------ | ----------------- | ------- | --------------- | ---------------- | ------------------------ |
| Festival International de court métrage de Chypre (en) | 2006              | Nicosie | Court           | Octobre          | http://www.isffc.com.cy/ |

## Bosnie-Herzégovine
| Nom                                               | Année de création | Ville                                   | Type et détails | Période Festival | Site Web                  |
| ------------------------------------------------- | ----------------- | --------------------------------------- | --------------- | ---------------- | ------------------------- |
| Festival international du court métrage Kratkofil | 2007              | Banja Luka (République serbe de Bosnie) | Court           | Juin             | http://www.kratkofil.org/ |

## Danemark
| Nom                                     | Année de création | Ville  | Type et détails | Période Festival | Site Web                |
| --------------------------------------- | ----------------- | ------ | --------------- | ---------------- | ----------------------- |
| Festival international du film d'Odense | 1975              | Odense | Court           | Août             | http://filmfestival.dk/ |

## Espagne
| Nom                                                                              | Année de création | Ville       | Type et détails                                                     | Période Festival         | Site Web      |
| -------------------------------------------------------------------------------- | ----------------- | ----------- | ------------------------------------------------------------------- | ------------------------ | ------------- |
| FILMETS Badalona Film Festival                                                   | 1969              | Badalone    | Court                                                               | Octobre / Novembre       | Site officiel |
| Festival international de courts métrages et de cinéma alternatif de Benalmádena | 1998              | Benalmádena | Court, Cinéma alternatif                                            | Octobre                  | Site officiel |
| Festival international du documentaire et du court-métrage de Bilbao (Zinebi)    | 1959              | Bilbao      | Court, Documentaire, Animation, Longs - Pour de jeunes réalisateurs | Novembre                 | Site officiel |
| Festival du court-métrage de l'Europe et de la Méditerranée (InCurt)             | 2001              | Lleida      | Court                                                               | Dernier festival en 2001 | Site officiel |

## Finlande
| Nom                         | Année de création | Ville   | Type et détails | Période Festival | Site Web      |
| --------------------------- | ----------------- | ------- | --------------- | ---------------- | ------------- |
| Festival du film de Tampere | 1969              | Tampere | Court           | Mars             | Site officiel |

## France
| Nom                                                        | Catégorie + Sélection internationale O/N | Année de création | Ville (s)                           | Type et détails                                                                 | Période Festival              | Site Web                                                                        |
| ---------------------------------------------------------- | ---------------------------------------- | ----------------- | ----------------------------------- | ------------------------------------------------------------------------------- | ----------------------------- | ------------------------------------------------------------------------------- |
| Festival de courts-métrages Le choix des anges             | (O)                                      | 2013              | Entraigues-sur-la-Sorgue            | Courts-métrages de moins de 18 minutes - Tout public - Le public est jury       | dernier week-end de septembre | https://www.lechoixdesanges.com                                                 |
| Festival de courts-métrages Le choix des angelots          | (O)                                      | 2022              | Entraigues-sur-la-Sorgue            | Courts-métrages de moins de 18 minutes - Enfance - Le public est jury           | dernier week-end de septembre | https://www.lechoixdesanges.com                                                 |
| Festival Films courts de Dinan                             |                                          | 2018              | Dinan                               | 4 400 spectateurs en 2024                                                       | novembre                      | https://www.festivalfilmscourts.fr/                                             |
| Journées internationales du film de court métrage de Tours |                                          | 1955              | Tours                               | Disparu en 1968                                                                 |                               |                                                                                 |
| Festival du film court en plein air de Grenoble            | (CNC=1)                                  | 1978              | Grenoble                            | 10 000 spectateurs par an                                                       | juin                          | www.cinemathequedegrenoble.fr/festival/                                         |
| Festival du court métrage de Clermont-Ferrand              | (CNC=1; Oscar=Selec) (O)                 | 1979              | Clermont-Ferrand                    | 166 000 spectateurs en 2024                                                     | février                       | (fr + en) clermont-filmfest.org                                                 |
| Festival du film court de Villeurbanne                     | (CNC=1)                                  | 1979              | Villeurbanne                        | 2400 spectateurs en 2024                                                        | novembre                      | www.lezola.com/festival-du-film-court/                                          |
| Festival Tous Courts d'Aix-en-Provence                     | (CNC=1)                                  | 1983              | Aix-en-Provence                     | 10 000 spectateurs en 2018                                                      | décembre                      | festivaltouscourts.com                                                          |
| Festival européen du film court de Brest                   | (CNC=1)                                  | 1986              | Brest                               | 22 000 spectateurs en 2024                                                      | novembre                      | www.filmcourt.fr                                                                |
| Ciné en herbe                                              |                                          | 1987              | Montluçon                           |                                                                                 | avril                         | www.cineenherbe.com                                                             |
| Festival du court métrage d'humour de Meudon               | (CNC=1)                                  | 1990              | Meudon                              |                                                                                 | octobre                       | www.festivalmeudon.org                                                          |
| Festival Côté court de Pantin                              | (CNC=1)                                  | 1992              | Pantin                              | 12 600 spectateurs                                                              | juin                          | www.cotecourt.org                                                               |
| Festival Fenêtres sur Courts                               |                                          | 1995              | Dijon                               | 4000 spectateurs                                                                | novembre                      | www.fenetres-sur-courts.com                                                     |
| Festival européen du court métrage de Bordeaux             |                                          | 1996              | Bordeaux                            |                                                                                 | printemps                     | festivalcourtmetragebordeaux.com                                                |
| Festival de court métrage Coupé Court de Bordeaux          |                                          | 1997              | Bordeaux                            | 700 spectateurs en 2016                                                         | avril                         |                                                                                 |
| Très Court International Film Festival                     |                                          | 1999              | Mondial                             |                                                                                 | juin                          | trescourt.com                                                                   |
| Un festival c'est trop court !                             | (CNC=1)                                  | 2000              | Nice                                | 7000 spectateurs                                                                | octobre                       | www.nicefilmfestival.com/ufctc                                                  |
| Off-Courts                                                 | (CNC=1)                                  | 2000              | Trouville-sur-mer                   | 6000 entrées                                                                    | septembre                     | off-courts.com                                                                  |
| Festival du film court francophone Un poing c'est court    |                                          | 2001              | Vaulx-en-Velin                      | 5000 entrées                                                                    | janvier                       | www.unpoingcestcourt.com                                                        |
| Festival Silhouette de Paris                               | (CNC=1)                                  | 2002              | Paris                               |                                                                                 | août-septembre                | www.association-silhouette.com                                                  |
| Court Métrange                                             | (CNC=1)                                  | 2003              | Rennes                              | 17 000 spectateurs en 2018. Courts métrages fantastiques, étranges et insolites | septembre-octobre             | courtmetrange.eu                                                                |
| Festival des 24 courts de la Sarthe                        |                                          | 2004              | Arnage, Bouloire, Le Mans, Mulsanne |                                                                                 | janvier-février               | 24courts.com                                                                    |
| Festival du film environnemental de Poitiers               |                                          | 2008              | Poitiers                            |                                                                                 | mars                          | ffeensip.com                                                                    |
| Nikon Film Festival                                        |                                          | 2009              | En ligne                            | films courts de 2 minutes 20                                                    |                               | www.festivalnikon.fr                                                            |
| Festival du Court-Métrage d’Auch                           |                                          | 2011              | Auch                                | 1000 spectateurs                                                                | novembre                      | festivalcourtauch.com                                                           |
| Festival Phare                                             |                                          | 2016              | Arles                               | 1500 festivaliers en 2016                                                       | juillet                       | www.festival-phare.fr                                                           |
| Festival du film libanais de France                        |                                          | 2019              | Paris                               |                                                                                 | automne                       | « FFLF », sur Festival du film libanais de France (consulté le 8 décembre 2024) |
| Pleins Feux sur le Film Francophone                        |                                          | 2023              | Limoges                             |                                                                                 | novembre                      | https://filmfreeway.com/pffflimoges                                             |

## Grèce
| Nom                                | Année de création | Ville    | Type et détails | Période Festival | Site Web                         |
| ---------------------------------- | ----------------- | -------- | --------------- | ---------------- | -------------------------------- |
| Festival du court métrage de Dráma | 1978              | Dráma    | Court           | Septembre        | http://www.dramafilmfestival.gr/ |
| IndieCrete Film Festival           | 2016              | Archánes | Court           | Août             | http://indiecrete.com/           |

## Italie
| Nom                                     | Année de création | Ville   | Type et détails                                  | Période Festival | Site Web                                 |
| --------------------------------------- | ----------------- | ------- | ------------------------------------------------ | ---------------- | ---------------------------------------- |
| Terra di Tutti Film Festival (it)       | 2007              | Bologne | Documentaire & Courts - Environnement - Écologie | Octobre          | http://www.terradituttifilmfestival.org/ |
| Tulipani di seta nera                   | 2008              | Rome    | court organisé par étudiants                     | Avril            | http://www.tulipanidisetanera.it/        |
| La Guarimba International Film Festival | 2013              | Amantea | Festival international de courts-métrages        | Août             | https://www.laguarimba.com/              |

## Lettonie
| Nom                                         | Année de création | Ville | Type et détails        | Période Festival | Site Web               |
| ------------------------------------------- | ----------------- | ----- | ---------------------- | ---------------- | ---------------------- |
| Festival International du Film de Riga (en) | 2014              | Riga  | Long - Court - Enfants | Octobre          | http://www.rigaiff.lv/ |

## Lituanie
| Nom            | Année de création | Ville | Type et détails                                            | Période Festival | Site Web                     |
| -------------- | ----------------- | ----- | ---------------------------------------------------------- | ---------------- | ---------------------------- |
| Baltijos Banga | 2011              | Nida  | Long - Court - Documentaire - Enfant Films des pays baltes | Août             | http://www.baltijosbanga.lt/ |

## Luxembourg
| Nom                                    | Année de création | Ville      | Type et détails                                                                                 | Période Festival | Site Web      |
| -------------------------------------- | ----------------- | ---------- | ----------------------------------------------------------------------------------------------- | ---------------- | ------------- |
| Festival international des Très Courts | 1998              | Luxembourg | Films de toutes nationalités et de tous genres : fiction, animation, documentaire, expérimental | Juin             | site officiel |

## Norvège
| Nom                                        | Année de création | Ville       | Type et détails                               | Période Festival | Site Web                              |
| ------------------------------------------ | ----------------- | ----------- | --------------------------------------------- | ---------------- | ------------------------------------- |
| Festival norvégien du court métrage        | 1978              | Oslo        | ?                                             |                  | ?                                     |
| Minimalen Kortfilmfestival                 | 2001              | Trondheim   | Films nordiques courts                        | Janvier          | http://www.minimalen.com/             |
| Tromsø Internasjonale Filmfestival ou TIFF | 1995              | Tromsø      | Courts métrages - Documentaires - films longs | Janvier          | http://www.tiff.no/                   |
| Gutvik kort film festival                  | 2015 ?            | Gutvik (nn) | Court                                         | Juillet          | http://www.gutvikkortfilmfestival.no/ |

## Pays-Bas
| Nom                                                           | Année de création | Ville | Type et détails                                  | Période Festival | Site Web             |
| ------------------------------------------------------------- | ----------------- | ----- | ------------------------------------------------ | ---------------- | -------------------- |
| Festival international du court-métrage de Leyde (nl) (LIsFE) | 2009              | Leyde | 600 short films from over 50 different countries | Avril            | http://www.lisfe.nl/ |

## Polynésie française
| Nom                                                                                     | Année de création | Ville           | Type et détails                                                                               | Site Web      |
| --------------------------------------------------------------------------------------- | ----------------- | --------------- | --------------------------------------------------------------------------------------------- | ------------- |
| Vini film festival on Tntv                                                              | 2012              | Papeete, Tahiti | Festival de courts métrages de moins de trois minutes tournés avec un mobile ou une tablette. | Site Officiel |
| Festival international de courts-métrages de fiction des îles du monde, Courts des îles | 2013              | Papeete, Tahiti | Festival de courts métrages de fiction dédié aux réalisateurs des îles du Monde entier.       | Site Officiel |

## Portugal
| Nom                                                      | Année de création | Ville         | Type et détails | Période Festival | Site Web                    |
| -------------------------------------------------------- | ----------------- | ------------- | --------------- | ---------------- | --------------------------- |
| Fantasporto                                              | 1982              | Porto         | Courts et longs | Février          | http://www.fantasporto.com/ |
| Festival international du court-métrage de Vila do Condo |                   | Vila do Condo | Courts          | Octobre          |                             |

## Roumanie
| Nom                                            | Année de création | Ville       | Type et détails | Période Festival | Site Web                                                         |
| ---------------------------------------------- | ----------------- | ----------- | --------------- | ---------------- | ---------------------------------------------------------------- |
| Festival international du court-métrage DaKino | 2012              | Bucarest    | Court           | Avril            | http://famart.ro/en/category/dakino-international-film-festival/ |
| Festival international du film de Transylvanie | 2002              | Cluj-Napoca | Court et Long   | Juin             | http://tiff.ro/en                                                |

## Royaume-Uni
| Nom                                          | Année de création | Ville   | Type et détails     | Période Festival | Site Web                    |
| -------------------------------------------- | ----------------- | ------- | ------------------- | ---------------- | --------------------------- |
| Encounters Short Film and Animation Festival | 1995              | Bristol | Courts et animation | Septembre        | http://www.encounters.film/ |

## Serbie
| Nom                                                           | Année de création | Ville      | Type et détails                                              | Période Festival | Site Web                                       |
| ------------------------------------------------------------- | ----------------- | ---------- | ------------------------------------------------------------ | ---------------- | ---------------------------------------------- |
| Festival international du film et de la musique de Küstendorf | 2008              | Küstendorf | Court - Axé sur le cinéma étudiant et de jeunes réalisateurs | Janvier          | http://www.kustendorf-filmandmusicfestival.org |

## Slovaquie
| Nom | Année de création | Ville      | Type et détails                                                   | Période Festival        | Site Web                                                    |
| --- | ----------------- | ---------- | ----------------------------------------------------------------- | ----------------------- | ----------------------------------------------------------- |
| Biennale d'animation de Bratislava (BAB) (ou Festival international de films d'animation pour enfants) | 1991              | Bratislava | International - Long - Court - Films d'animation pour la jeunesse | Octobre (années paires) | (en) http://www.bibiana.sk/en/biennial-animation-bratislava |
| Festival international du film de Bratislava (International Film Festival Bratislava (en))             | 1999              | Bratislava | International - Long - Court - Documentaire                       | Novembre                | http://www.bratislavaiff.sk/                                |

## Suède
| Nom                                            | Année de création | Ville   | Type et détails        | Période Festival | Site Web                                        |
| ---------------------------------------------- | ----------------- | ------- | ---------------------- | ---------------- | ----------------------------------------------- |
| Uppsala International Short Film Festival (en) | 1982              | Uppsala | Court                  | Octobre          | http://www.shortfilmfestival.com/               |
| Festival Nordic Panorama (en)                  | 1990              | Malmö   | Courts / Documentaires | Septembre        | http://nordiskpanorama.com/en/industry/ - Malmö |

## Suisse
| Nom                                                      | Année de création | Ville             | Type et détails                                                       | Période Festival | Site Web                       |
| -------------------------------------------------------- | ----------------- | ----------------- | --------------------------------------------------------------------- | ---------------- | ------------------------------ |
| Festival Yverdonnois du Court métrage Francophone (FYCF) | 2018              | Yverdon-les-Bains | court - 2 sections: "jeunes réalisateurs" et "réalisateurs confirmés" | novembre         | http://fycf.objectif-video.ch/ |
| Festival du Film Fantastique de Neuchâtel (NIFFF)        | 2000              | Neuchâtel         | court & long - Fantastique                                            | Juillet          | http://www.nifff.ch/           |
| Etranges Nuits du Cinéma                                 | 1995              | La Chaux-de-Fonds | court & mini-court - Fantastique, horreur                             | Avril            | http://www.2300plan9.com/      |
| Festival international du court-métrage de Winterthur    | 1997              | Winterthour       | court métrage                                                         | Novembre         | http://www.kurzfilmtage.ch     |

## Tchéquie
| Nom                      | Année de création | Ville  | Type et détails                     | Période Festival | Site Web                 |
| ------------------------ | ----------------- | ------ | ----------------------------------- | ---------------- | ------------------------ |
| Festival du film de Zlín | 1961              | Zlin   | court - Jeunesse                    | Mai              | http://www.zlinfest.cz/  |
| Anishort Festival        | 2014              | Prague | Court - courts métrages d’animation | Septembre        | https://www.anishort.com |